# Inkeri Barenthin
Rauni Inkeri Barenthin, född 9 november 1942 i Kotka, är en finländsk-svensk tandläkare.
Barenthin, som är dotter till civilingenjör Seppo Korte och farmaceut Anita Strömberg, blev odontologie licentiat 1967, filosofie kandidat 1972, odontologie doktor 1977 och docent 1983. Hon var lärare vid Uppsala universitet 1973–1974, vid Karolinska Institutet 1977–1983, sjukhustandläkare på Löwenströmska sjukhuset 1983–1985, sjukhustandläkare vid Serafimerlasarettets sjukhem 1985–1988 och blev cheftandläkare där 1988. Hon har varit konsult vid Svenska Röda Korsets center för torterade flyktingar och ledare för Stockholms läns landstings projekt- och policygrupp för tandhälsovård.